# Selbstporträt im konvexen Spiegel
Das Selbstporträt im konvexen Spiegel bzw. Selbstbildnis aus dem Konvexspiegel ist ein kreisförmiges Gemälde des italienischen Malers Francesco Mazzola, genannt Parmigianino, aus dem Jahr 1523 oder 1524. Das auf gewölbtem Pappelholz gemalte Ölbild hat einen Durchmesser von 24,4 Zentimetern und hängt heute in der Gemäldegalerie des Kunsthistorischen Museums in Wien.

## Beschreibung und Deutung
Das Gemälde zeigt das Spiegelbild des sitzenden und zeichnenden Malers als Brustbild vor einem runden Konvexspiegel. Die rechte Hand nah am Spiegel wird durch die Verzerrung des Spiegelbildes stark vergrößert. Sie hält eine Malkreide, der kleine Finger trägt einen goldenen Ring. In der Bildmitte befindet sich das Kinn des 21 Jahre alten Mannes, der halblanges Haar mit einem Mittelscheitel trägt. Er ist bekleidet mit einem weißen Hemd mit Rüschenkragen und -ärmeln sowie einer darüber getragenen Pelzjacke. Giorgio Vasari beschrieb in seinen Viten das Bild mit den folgenden Worten:

„Da nun in dem Spiegel alle naheliegenden Gegenstände sich vergrößern und die fernen kleiner werden, malte er eine Hand, welche zeichnet, ein wenig groß, wie sie im Spiegel erschien, so schön, als ob man sie in der Wirklichkeit schaue. Francesco war schön und hatte sehr anmutige Gesichtszüge, mehr einem Engel als einem Menschen ähnlich, deshalb war sein Bildnis auf dieser Kugel etwas Göttliches, ja das ganze Werk gelang ihm so herrlich, dass Vorbild und Nachbild sich nicht unterschieden, da auch der Glanz des Glases, jeder Widerschein, und Licht und Schatten so eigentümlich und treu nachgeahmt war, dass man von menschlichem Geist nicht mehr hätte erwarten können.“

Im Hintergrund des Bildes sind undeutlich und verzerrt Einzelheiten des Zimmers zu erkennen, darunter die weiße Wand des Raumes, ein Deckenbalken sowie ein Fenster. Diese Verzerrung führt zu einer übertrieben wirkenden Raumwahrnehmung, in der das Porträt Parmigianinos den einzigen festen Punkt darstellt, während die übergroße Hand am unteren Rand die dargestellte Person gegenüber dem Betrachter abschirmt. Martin Warnke sieht in der Position von Kopf und Hand und vor allem durch die Einheit dieser beiden Elemente eine unmittelbare Wechselbeziehung. Die Abschirmung des dahinter liegenden Kopfes durch die Hand stellt dabei in der manieristischen Kunst ein Novum dar, da insbesondere in der niederländischen und auch der oberitalienischen Malerei der Zeit die Hand als aktives Element einen Bezug zum Betrachter aufzubauen sucht.

## Entstehung und Provenienz
Das Selbstporträt im konvexen Spiegel entstand als eines der frühesten Werke des damals 21-jährigen Malers. Nach Vasari malte er es, nachdem er von seinem Spiegelbild in einem Rasierspiegel dazu animiert wurde:

„Den Feinheiten der Kunst noch weiter nachzugehen, gab er sich eines Tages daran, sein eignes Bildnis zu malen, indem er sich in einem halbrunden Barbierspiegel betrachtete; und als er hierbei sah, welche Seltsamkeiten die Rundung des Glases hervorbringt, wie die Balken des Täfelwerkes sich krümmen, Türen und Gebäude gänzlich sich verschieben, bekam er Lust, aus Spaß alles so nachzuahmen. Er ließ deshalb auf der Drechselbank eine Kugel in der Größe des Spiegels drehen, und diese durchteilen, um ein Halbrund zu haben, auf welches er mit großer Kunst alles abbildete, was sich in dem Glase abspiegelte; vornehmlich sich selbst so naturtreu, dass es unschätzbar und unglaublich ist.“

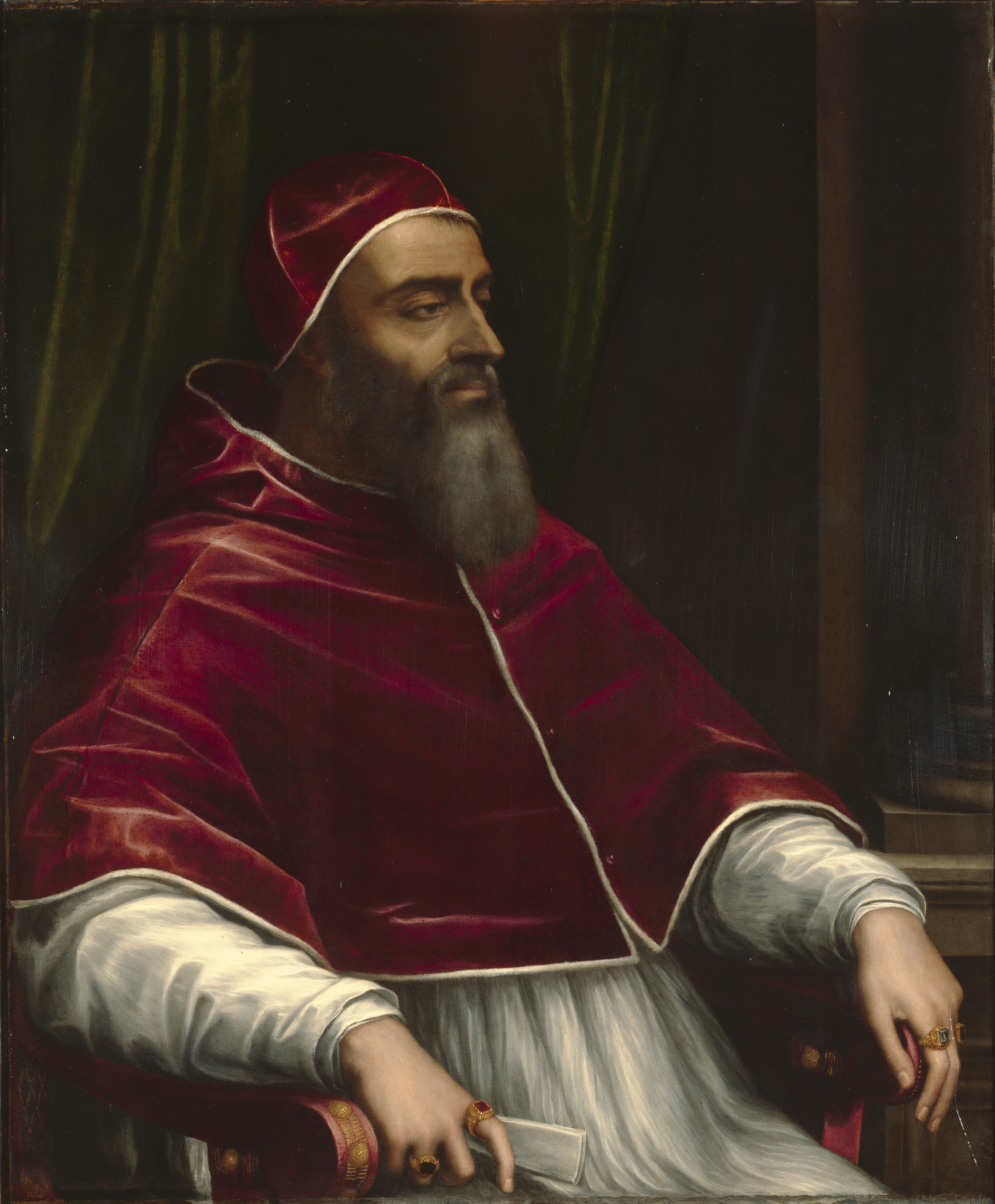
Papst Clemens VII. auf einem Gemälde von Sebastiano del Piombo

Parmigianino überreichte das Bild nach seiner Fertigstellung dem damaligen Papst Clemens VII. als Geschenk und verschaffte sich dadurch Aufmerksamkeit, um weitere Arbeiten in dessen Dienst zu bekommen und sich somit in seiner Gunst zu wissen. Dies gelang ihm mit dem außergewöhnlichen Gemälde sowie drei weiteren Werken. Clemens VII. gab das Bild an Pietro Aretino weiter, aus dessen Nachlass gelangte es in den Besitz des Kristallschneiders Valerio Belli und nach dessen Tod zu seinem Sohn Elia. Von diesem bekam es 1560 der italienische Bildhauer Alessandro Vittoria, der es in seinem Testament dem Kaiser Rudolf II. vermachte. Giorgio Vasari beschreibt auch diese Provenienz in seiner Biographie des Malers Parmigianino:

„Als dieses Werk [gemeint ist ein Gemälde der Beschneidung Christi] vollendet war, überreichte Francesco es dem Papst, der es damit nicht machte, wie mit den anderen, von denen er die Madonna dem Kardinal Ippolito de’ Medici, seinem Nepoten, und das Spiegel-Bild dem Dichter Messer Pietro Aretino geschenkt hatte, der in seinem Dienst stand; das von der Beschneidung hingegen behielt er für sich selbst; in späterer Zeit, glaubt man, habe der Kaiser es erhalten, jenes Spiegel-Bild aber entsinne ich mich in meiner frühesten Jugend zu Arezzo im Hause des genannten Messer Pietro gesehen zu haben, wo durchreisende Fremde es als eine Seltenheit in Augenschein nahmen; es kam nachmals, ich weiß nicht wie, in die Hände des Kristallschneiders Valerio Vicentino und befindet sich heutigentags bei Alessandro Vittoria, Bildhauer in Venedig und Schüler von Jacopo Sansovino.“

Rudolf II. und seine Nachfolger bewahrten es bis 1777 in der Wiener Schatzkammer auf und stellten es nachfolgend der Gemäldegalerie des Kunsthistorischen Museums zur Verfügung, wo es bis heute hängt.

## Rezeption

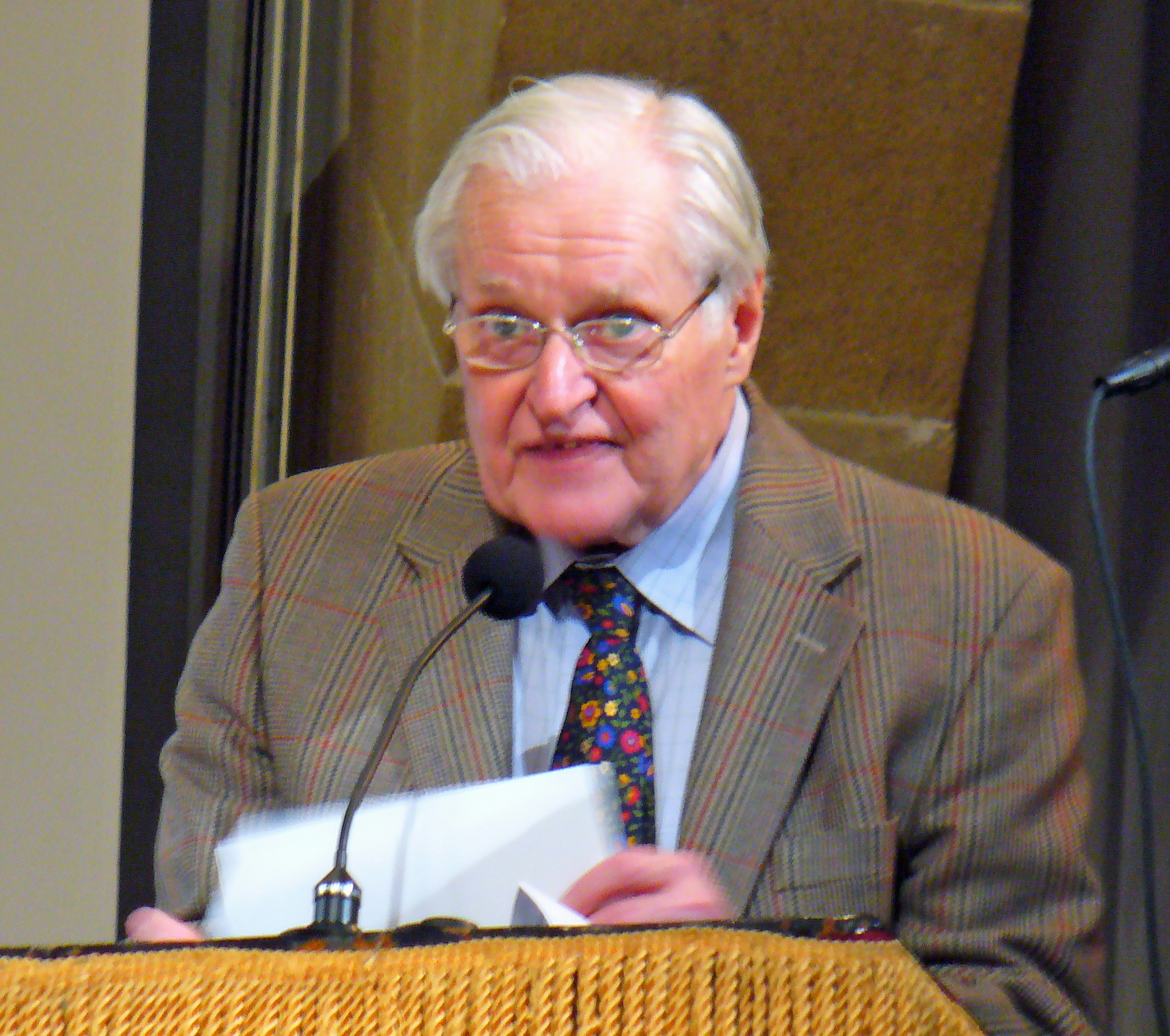
John Ashbery

Die bekannteste Rezeption der Neuzeit erfuhr das Bild durch das Werk Self-Portrait in a Convex Mirror von John Ashbery, mit dem dieser 1975 den Pulitzer-Preis und weitere Preise gewann. Dieses Gedicht stellt einen sehr starken Kontrast zu seinem manieristischen Namensgeber dar, und es wird angenommen, dass Ashbery mit der Namensgebung bewusst auf die radikalen Unterschiede in der Ästhetik des Manierismus des 16. Jahrhunderts und der Postmoderne des 20. Jahrhunderts sowie die Verschiedenheit in der Darstellung des „Selbst“ dieser beiden Zeitepochen hinweisen wollte.